# Президентские выборы в Габоне (2009)
Внеочередные президентские выборы в Габоне проходили 30 августа 2009 года после смерти 8 июня 2009 года президента Омара Бонго, находившегося у власти в стране в течение 41 года. По Конституции глава Сената Роза Рогомбе, выполнявшая роль и.о. президента после смерти Омара Бонго, должна была организавать новые выборы в течение 30-45 дней после его смерти. Однако, Конституционный суд принял просьбу правительства об отсрочке для обновления избирательных списков.
Было зарегистрировано 23 кандидата, из которых к выборам осталось 17. Три основные претендента были кандидат от правящей Габонской демократической партии сын Омара Бонго Али Бонго Ондимба, лидер радикальный оппозиции Пьер Мамбунду и бывший член Габонской демократической партии Андре Мба Обаме, выступавший как независимый кандидат. 
Согласно официальным результатам, опубликованным 3 сентября 2009 года, Бонго набрал большинство голосов (41,7%) и, таким образом, был избран президентом. Два других кандидата получили по 25% голосов. Сторонники оппозиции отреагировали на результаты беспорядками.

## Результаты
| Кандидат                                                                                   | Партия                                  | Голосов | %     |
| ------------------------------------------------------------------------------------------ | --------------------------------------- | ------- | ----- |
| Али Бонго Ондимба                                                                          | Габонская демократическая партия        | 141 952 | 41,73 |
| Андре Мба Обаме                                                                            | Независимый                             | 88 026  | 25,88 |
| Пьер Мамбунду                                                                              | Союз габонского народа                  | 85 597  | 25,22 |
| Захари Мибото                                                                              | Габонский союз за демократию и развитие | 13 418  | 3,94  |
| Казимир Оие-Мба[a]                                                                         | Независимый                             | 3 118   | 0,92  |
| Пьер-Клавер Муссаву                                                                        | Социал-демократическая партия           | 2 576   | 0,76  |
| Бруно Бен Мубамба                                                                          | Независимый                             | 963     | 0,28  |
| Бруно Нгусси Жорж                                                                          | Независимый                             | 915     | 0,27  |
| Жюль-Аристид Бурде-Огулигенде                                                              | Конгресс за демократию и справедливость | 695     | 0,20  |
| Альберт Ондо Осса                                                                          | Независимый                             | 674     | 0,20  |
| Иветт Нгвевило Рекангальт                                                                  | Независимый                             | 367     | 0,11  |
| Эрнст Томо                                                                                 | Независимый                             | 308     | 0,09  |
| Виктуар Лассени Дюбоз                                                                      | Независимый                             | 304     | 0,09  |
| Бьянвеню Мауро Нгема                                                                       | Профсоюз MORENA                         | 293     | 0,09  |
| Люк Бенгоно Нси                                                                            | Движение за национальное очищение       | 250     | 0,07  |
| Марсель Робер Тшорере                                                                      | Omega Circle                            | 248     | 0,07  |
| Жан-Ги Комбени                                                                             | Независимый                             | 152     | 0,04  |
| Бернар Ояма                                                                                | Независимый                             | 106     | 0,03  |
| Недействительных/пустых бюллетеней                                                         | Недействительных/пустых бюллетеней      | 17 443  | -     |
| Всего                                                                                      | Всего                                   | 357 621 | 100   |
| Проголосовавших избирателей/Явка                                                           | Проголосовавших избирателей/Явка        | 807 402 | 44,29 |
| Источник: African Elections Database Архивная копия от 13 сентября 2018 на Wayback Machine |                                         |         |       |

a  Отказался в день голосования.